# Лузон
Лузон (итал. Luson) — коммуна в Италии, расположена в автономной областиТрентино-Альто-Адидже, в провинции Больцано.
Население составляет 1457 человек (2008 г.), плотность населения составляет 20 чел./км². Занимает площадь 74 км². Почтовый индекс — 39040. Телефонный код — 0472.
Покровителем коммуны почитается святой великомученик Георгий, празднование 23 апреля .

## Демография
Динамика населения:

## Администрация коммуны
- Официальный сайт: http://www.comune.luson.bz.it/